# Mekušci
Mekušci (Mollusca) su koljeno životinje s velikim brojem vrsta i oblika iz skupine beskralješnjaka koje se dijeli na devet razreda, od kojih je osam recentnih i jedan izumrli razred.
Tijelo im je meko, nesegmentirano. Na temelju suvremenih istraživanja DNK, danas se mekušci i neke druge skupine životinja svrstavaju u natkoljeno Lophotrochozoa. Danas na zemlji živi oko 50.000 vrsta mekušaca, a u fosilnom obliku poznati su još iz razdoblja prekambrija.
Znanost koja se bavi mekušcima zove se malakologija (ili malakozoologija).
Osim polarnih regija i planina, mekušci nastanjuju sva područja na zemlji. No, većina živi u morima, gotovo sve grupe žive maritimno. Neke vrste školjkaša mogu se naći i u slatkoj vodi, a manjim dijelom čak i u vlažnoj zemlji (Pisidium spec.). No najveća skupina mekušaca, puževi, naseljuju sva ostala područja.
Školjkaši su isključivo vodeni mekušci. Obuhvaćaju oko 15.000 vrsta, od kojih većina živi u moru. Tijelo je oklopljeno dvjema ljušturama (desnom i lijevom). Nemaju glavu i slabo su pokretljivi. Mogu biti veliki od nekoliko mm do 1m. Najpoznatije slatkovodne vrste su barska i riječna, a od morskih: kamenice, dagnje, biserne školjke itd. Značajne su grupe mekušaca te se koriste u ljudskoj ishrani.                                                     
Puževi ima ih oko 85.000 vrsta imaju čvrstu vapnenačku ljušturu. Svi kopneni puževi su hermafroditi. Neke slatkovodne vrste kote žive mlade. Koriste se u ljudskoj ishrani. Puževi golaći nanose štetu poljuprivredi, a dvobočna simetrija je znatno izmijenjena. Samooplodnja je prisutna samo kod nekih puževa golaća.
Glavonošci su isključivo morski mekušci, tijelo dvobočno simetrično, razlikuju se glava i trup a stopalo je reducirano. Glava je jasno odvojena od trupa. Naprijed se nalaze usta. Prema broju pipaka podjeljeni su na osmokrake (s 8 jednakih pipaka) i desetokrake (s 8 jednakih i 2 velika kraka). Veoma su pokretljive životonje. U morima živi oko 700 vrsta, a najpoznatije su sipe, hobotnice i lignje od kojih neke narastu i do 20 m ukupne dužine. Glavonošci imaju istaknut ekonomski značaj.
Hitoni su mala grupa morskih mekušaca koji se oblikuju nekim od najprimitivnijih osobina mekušaca. Uglavnom su rasprostranjeni u toplim morima. Među njima je najpoznatiji obični hiton. Nemaju ekonomskog, ni bilo kog drugog značaja.

## Građa mekušaca
S iznimkom jednoljušturaša (Monoplacophora) i u naznakama mnogoljušturaša (Polyplacophora), tijela mekušaca su nesegmentirana, građena bilateralno simetrično (kod npr. puževa simetrija može biti sekundarno poremećena) i bez ikakvog unutarnjeg potpornja. Obavijeno je mekim kožnatim plaštom koji kod većine vrsta izlučuje tvrdu vanjsku ljušturu koja štiti i podržava tijelo. Kod puževa ljuštura ("kućica") je neparna, a kod školjaka gotovo uvijek parna. Ljušture su građene od kalcijevog karbonata i proteina i čine svojevrsni vanjski skelet. Kod nekih skupina ljuštura zakržlja ili čak potpuno nestane, kao kod puževa golaća.
Tijelo im se sastoji od četiri dijela: glave, probavila, plašta i stopala. Na glavi mekušci imaju usta, oči i ticala. U probavnoj vrećici imaju crijeva, jetru, bubrege i spolne organe. Plašt koji djelomično ili potpuno obavija tijelo i stvara plaštenu šupljinu u kojoj se nalaze dišni organi, škrge kod vodenih a pluća kod suhozemnih mekušaca. S donje strane tijelo se proširuje u neparnu mišićnu tvorevinu, stopalo. Srce je na leđnoj strani i ima jednu klijetku, i jednu ili dvije pretklijetke, a u ustima imaju čeljusti ili nazubljenu pločicu.
Živčani sustav je različit, no svi imaju 3 para ganglijskih čvorova sa živčanim tracima koji su povezani s osjetilnim organima.
Plašt je vrlo važan organ mekušaca jer izlučuje materije od kojih se izgrađuju ljušture koje štite njihovo tijelo. Između plašta i tjelesnog zida nalaze se organi za disanje. Crijevo je sastavljeno od 3 djela od kojih se ističe dobro razvijeni želudac. Spolni organi su dobro razvijeni i imaju vrlo složenu građu. Od unutarnjih organa najrazvijenija je jetra. U ustima kod najvećeg broja nalazi se poseban organ za drobljenje hrane. U koži ovih životinja nalazi se veliki broj žlijezda koje luče sluz, zbog čega im je tijelo uvijek vlažno i sluzavo. Kod nekih predstavnika dvobočna simetrija je poremećena.

## Razmnožavanje i razvoj mekušaca
Većina školjki, svi glavonošci i mnogi puževi su odvojenih spolova. Dvospolci su puno rjeđi nego što se to ranije pretpostavljalo. Oplodnja se najčešće odvija izvantjelesno, u vodi u koju se ispuštaju jajašca i spermiji, ali je kod viših mekušaca pravilo oplodnja unutar tijela. Razvoj se najčešće odvija kroz stadij larve. Iznimka su glavonošci, kod kojih se na jajetu diskoidnim brazdanjem gradi embrij. Neki mekušci se brinu za leglo, a neke vrste iz razreda Monoplacophora zadržavaju embrije do valjenja u plaštenoj šupljini.

## Sistematika
Filogeneza pojedinih razreda je još uvijek sporna. Trenutno postoji više filogenetskih stabala, a svako od njih se dokazuje ponekim novim nalazom.

## Probavni sustav mekušaca
Probavni sustav započinje u ustima. U usnoj se šupljini nalazi trenica ili radula, hitinska membrana s brojnim zubićima. Ona služi za usitnjavanje hrane. Usitnjena hrana dolazi preko ždrijela i jednjaka u želudac. Na želudac se nastavlja crijevo uz koje je vezana probavna žlijezda. Crijevo završava crijevnim otvorom. Hranjive tvari preuzima krv i raznosi ih po tijelu, a neprobavljene tvari izlučuju se kroz crijevni otvor.

## Optjecajni sustav ili krvotok
Krvotok se prvi put javlja kod mekušaca i to je pravi evolucijski napredak u građi tijela životinja. Mekušci imaju otvoren krvotok i srce sastavljeno od jedne klijetke i dviju pretklijetki. Krvne se žile na određenim mjestima prekidaju, krv se izljeva u šuplje prostore između organa. Stanice iz krvi preuzimaju kisik i hranjive tvari, a predaju štetne tvari koje krv odnosi do organa za izlučivanje.

## Klasifikacija

### A RazredAplacophora
Podrazred Caudofoveata
Porodica Chaetodermatidae
Porodica Limifossoridae
Porodica Prochaetodermatidae
Podrazred Solenogastres
Red Cavibelonia
Porodica Acanthomeniidae
Porodica Amphimeniidae
Porodica Drepanomeniidae
Porodica Epimeniidae
Porodica Pararrhopaliidae
Porodica Proneomeniidae
Porodica Rhipidoherpiidae
Porodica Rhopalomeniidae
Porodica Simrothiellidae
Porodica Strophomeniidae
Porodica Syngenoherpiidae
Red Neomeniamorpha
Porodica Hemimeniidae
Porodica Neomeniidae
Rod Notomenia
Rod Pholidoherpia
Red Pholidoskepia
Porodica Dondersiidae
Porodica Gymnomeniidae
Porodica Lepidomeniidae
Porodica Macellomeniidae
Porodica Meiomeniidae
Porodica Sandalomeniidae
Red Sterrofustia
Porodica Herteroherpiidae
Porodica Imeroherpiidae
Porodica Phyllomeniidae

### B RazredBivalvia
Nadred Cryptodonta
Podrazred Heterodonta
Red Myoida
Nadporodica Anomalodesmacea
Nadporodica Gastrochaenoidea
Porodica Gastrochaenidae
Nadporodica Hiatelloidea
Porodica Hiatellidae
Nadporodica Myoidea
Porodica Corbulidae
Porodica Erodonidae
Porodica Myidae
Porodica Spheniopsidae
Nadporodica Pholadoidea
Porodica Pholadidae
Porodica Teredinidae
Red Veneroida
Nadporodica Arcticoidea
Porodica Arcticidae
Porodica Trapezidae
Nadporodica Astartoidea 
Porodica Astartidae
Porodica Cardiniidae
Nadporodica Cardioidea
Porodica Cardiidae
Nadporodica Carditoidea
Porodica Carditidae
Porodica Condylocardiidae
Nadporodica Chamoidea
Porodica Chamidae
Nadporodica Corbiculoidea
Porodica Corbiculidae
Porodica Pisidiidae (peaclams)
Nadporodica Crassatelloidea
Porodica Crassatellidae
Nadporodica Cyamioidea
Porodica Cyamiidae
Porodica Neoleptonidae
Porodica Sportellidae
Nadporodica Dreissenoidea
Porodica Dreissenidae
Nadporodica Galeommatoidea
Porodica Galeommatidae
Porodica Lasaeidae
Porodica Leptonidae
Nadporodica Glossoidea
Porodica Glossidae
Porodica Kelliellidae
Porodica Vesicomyidae
Nadporodica Lucinoidea
Porodica Cyrenoididae
Porodica Fimbriidae
Porodica Lucinidae
Porodica Mactromyidae
Porodica Thyasiridae
Porodica Ungulinidae
Nadporodica Mactroidea
Porodica Anatinellidae
Porodica Cardilidae
Porodica Mactridae
Porodica Mesodesmatidae
Nadporodica Solenoidea
Porodica Pharidae
Porodica Solenidae
Nadporodica Tellinoidea
Porodica Donacidae
Porodica Psammobiidae
Porodica Scrobiculariidae
Porodica Semelidae
Porodica Solecurtidae
Porodica Tellinidae
Podrazred Palaeoheterodonta
Red Trigonioida
Porodica Trigoniidae
Red Unionoida
Porodica Etheriidae
Porodica Margaritiferidae
Porodica Mutelidae
Porodica Unionidae (unionidi)
Red Pholadomyoida
Porodica Clavagellidae
Porodica Cleidothaeridae
Porodica Cuspidariidae
Porodica Laternulidae
Porodica Lyonsiidae
Porodica Myochamidae
Porodica Pandoridae
Porodica Periplomatidae
Porodica Pholadomyidae
Porodica Poromyidae
Porodica Thraciidae
Porodica Verticordiidae
Podrazred Protobranchia
Red Nuculoida
Porodica Lametilidae
Porodica Malletiidae
Porodica Neilonellidae
Porodica Nuculanidae
Porodica Nuculidae
Porodica Praenuculidae
Porodica Pristiglomidae
Porodica Siliculidae
Porodica Tindariidae
Porodica Yoldiidae
Red Solemyoida
Porodica Manzanellidae
Porodica Solemyidae
Podrazred Pteriomorphia
Red Arcoida
Porodica Arcidae
Porodica Cucullaeidae
Porodica Glycymerididae
Porodica Limopsidae
Porodica Noetiidae
Porodica Parallelodontidae
Porodica Philobryidae
Red Limoida
Porodica Limidae
Red Mytiloida
Porodica Mytilidae
Red Ostreida
Porodica Anomiidae
Porodica Dimyidae
Porodica Entoliidae
Porodica Gryphaeidae
Porodica Ostreidae
Porodica Pectinidae
Porodica Plicatulidae
Porodica Propeamussidae
Porodica Spondylidae
Porodica Syncyclonemidae
Red Pterioida
Porodica Isognomonidae
Porodica Malleidae
Porodica Pinnidae
Porodica Pteriidae
Porodica Pulvinitidae

### C RazredCephalopoda
Red Sepiida
Porodica Sepiadariidae
Porodica Sepiidae
Red Sepiolida
Porodica Idiosepiidae
Porodica Sepiolidae
Red Spirulida
Porodica Spirulidae
Red Teuthida
Podred Myopsina
Porodica Loliginidae
Podred Oegopsina
Porodica Ancistrocheiridae
Porodica Architeuthidae
Porodica Bathyteuthidae
Porodica Batoteuthidae
Porodica Brachioteuthidae
Porodica Chiroteuthidae
Porodica Chtenopterygidae
Porodica Cranchiidae
Porodica Cycloteuthidae
Porodica Enoploteuthidae
Porodica Gonatidae
Porodica Histioteuthidae
Porodica Joubiniteuthidae
Porodica Lepidoteuthidae
Porodica Lycoteuthidae
Porodica Mastigoteuthidae
Porodica Neoteuthidae
Porodica Octopoteuthidae
Porodica Ommastrephidae
Porodica Onychoteuthidae
Rod Parateuthis
Porodica Promachoteuthidae
Porodica Psychroteuthidae
Porodica Pyroteuthidae
Porodica Thysanoteuthidae
Porodica Walvisteuthidae
Red Octopoda
Podred Cirrina
Porodica Cirroteuthidae
Porodica Opisthoteuthidae
Porodica Stauroteuthidae
Podred Incirrina
Porodica Alloposidae
Porodica Amphitretidae
Porodica Argonautidae
Porodica Bolitaenidae
Porodica Idioctopodidae
Porodica Octopodidae
Porodica Ocythoidae
Porodica Tremoctopodidae
Porodica Vitreledonellidae
Red Vampyromorpha
Porodica Vampyroteuthidae
Podrazred Nautiloidea
Red Nautilida
Porodica Nautilidae

### D RazredGastropoda
Podrazred Opisthobranchia (opisthobranchs) 
Red Acochlidioidea
Porodica Acochlidiidae
Porodica Hedylopsidae
Porodica Microhedylidae
Nadporodica Philinoglossoidea
Porodica Philinoglossidae
Red Anaspidea
Porodica Akeridae
Porodica Aplysiidae
Porodica Notarchidae
Red Cephalaspidea
Porodica Acteocinidae
Porodica Aglajidae
Porodica Aplustridae
Porodica Bullidae
Porodica Bullinidae
Porodica Cylichnidae
Porodica Diaphanidae
Porodica Gastropteridae
Porodica Haminoeidae
Porodica Hydatinidae
Porodica Notodiaphanidae
Porodica Philinidae
Porodica Retusidae
Porodica Ringiculidae
Porodica Runcinidae
Red Gymnosomata
Porodica Clionidae
Porodica Cliopsidae
Porodica Hermaeidae
Porodica Hydromylidae
Porodica Laginiopsidae
Porodica Notobranchaeidae
Porodica Pneumodermatidae
Porodica Thliptodontidae
Red Notaspidea
Porodica Pleurobranchidae
Porodica Tylodinidae
Porodica Umbraculidae
Red Nudibranchia (gološkržnjaci) 
Porodica Actinocyclidae
Porodica Aeolidiidae
Porodica Aldisidae
Porodica Archidorididae
Porodica Arminidae
Porodica Asteronotidae
Porodica Babakinidae
Porodica Chromodorididae
Porodica Conualeviidae
Porodica Corambidae
Porodica Cumanotidae
Porodica Dendrodorididae
Porodica Dendronotidae
Porodica Dironidae
Porodica Discodorididae
Porodica Dorididae
Podred Doridoidea 
Nadporodica Cryptobranchia 
Porodica Calycidorididae
Porodica Halgerdidae
Porodica Hexabranchidae
Nadporodica Gnathodoridoidea 
Porodica Bathydorididae
Porodica Doridoxidae
Porodica Dotoidae 
Podred Eolidoidea 
Nadporodica Acleioprocta 
Porodica Calmidae
Porodica Cuthonidae
Porodica Pseudovermidae
Nadporodica Cleioprocta 
Porodica Favorinidae
Porodica Myrrhinidae
Porodica Spurillidae
Nadporodica Pleuroprocta 
Porodica Coryphellidae
Porodica Notaeolidiidae
Porodica Eubranchidae
Porodica Facelinidae
Porodica Fionidae
Porodica Flabellinidae
Porodica Glaucidae
Porodica Goniodorididae
Porodica Hancockiidae
Porodica Janolidae
Porodica Kentrodorididae
Porodica Lomanotidae
Porodica Notodorididae
Porodica Onchidorididae
Podred Phanerobranchia 
Porodica Aegiretidae
Porodica Gymnodorididae
Porodica Polyceridae
Porodica Triophidae
Porodica Vayssiereidae
Red Sacoglossa 
Porodica Boselliidae
Porodica Caliphyllidae
Porodica Costasiellidae
Porodica Cylindrobullidae
Porodica Elysiidae
Porodica Juliidae
Porodica Limapontiidae
Porodica Oleidae
Porodica Oxynoidae
Porodica Stiligeridae
Porodica Volvatellidae
Red Soleolifera 
Porodica Rathouisiidae
Red Thecosomata 
Porodica Cavoliniidae
Porodica Cymbuliidae
Porodica Desmopteridae
Porodica Limacinidae
Porodica Peraclididae
Podrazred Pulmonata 
Red Archaeopulmonata 
Porodica Ellobiidae
Porodica Melampodinae
Red Basommatophora 
Porodica Acroloxidae
Porodica Amphibolidae
Porodica Ancylidae
Porodica Carychiidae
Porodica Chilinidae
Porodica Lancidae
Porodica Latiidae
Porodica Lymnaeidae
Porodica Melampidae
Porodica Otinidae
Porodica Physidae
Porodica Planorbidae
Porodica Siphonariidae
Porodica Trimusculidae
Red Stylommatophora 
Porodica Arionidae
Porodica Bradybaenidae
Porodica Bulimulidae
Porodica Camaenidae
Porodica Ceriidae
Porodica Charopidae
Porodica Cionellidae
Porodica Discidae
Porodica Ferrussaciidae
Porodica Haplotrematidae
Porodica Helicarionidae
Porodica Helicidae
Porodica Helicodiscidae
Porodica Helminthoglyptidae
Podred Heterurethra 
Porodica Aillyidae
Porodica Athoracophoridae
Porodica Humboldtianidae
Porodica Hygromiidae
Porodica Limacidae
Porodica Megomphicidae
Podred Mesurethra 
Porodica Clausiliidae
Porodica Corillidae
Porodica Dorcasiidae
Porodica Megaspiridae
Porodica Strophocheilidae
Porodica Milacidae
Porodica Oleacinidae
Porodica Oreohelicidae
Podred Orthurethra 
Porodica Achatinellidae
Porodica Amastridae
Porodica Chondrinidae
Porodica Cochlicopidae
Porodica Enidae
Porodica Orculidae
Porodica Partulidae
Porodica Pleurodiscidae
Porodica Pyramidulidae
Porodica Vertiginidae
Porodica Philomycidae
Porodica Polygyridae
Porodica Punctidae
Porodica Pupillidae
Porodica Sagdidae
Nadred Sigmurethra 
Infraorder Aulacopoda 
Porodica Ariophantidae
Porodica Endodontidae
Porodica Euconulidae
Porodica Otoconchidae
Porodica Parmacellidae
Porodica Systrophiidae
Porodica Thyrophorellidae
Porodica Trigonochlamydidae
Porodica Trochomorphidae
Porodica Urocyclidae
Infraorder Holopoda 
Porodica Ammonitellidae
Porodica Helicellidae
Infraorder Holopodopes 
Porodica Acavidae
Porodica Achatinidae
Porodica Amphibulimidae
Porodica Chlamydephoridae
Porodica Odontostomidae
Porodica Orthalicidae
Porodica Rhytididae
Red Systellommatophora 
Porodica Onchidiidae
Porodica Veronicellidae
Red Heterostropha
Porodica Acteonidae
Porodica Amathinidae
Porodica Architectonicidae
Porodica Cornirostridae
Porodica Ebalidae
Porodica Mathildidae
Porodica Omalogyridae
Porodica Pyramidellidae
Porodica Rissoellidae
Porodica Valvatidae
Red Neotaenioglossa 
Porodica Aclididae
Porodica Annulariidae
Porodica Aporrhaididae
Porodica Assimineidae
Porodica Atlantidae
Porodica Barleeiidae
Porodica Batillariidae
Porodica Bithyniidae
Porodica Bursidae
Porodica Caecidae
Porodica Calyptraeidae
Porodica Capulidae
Porodica Carinariidae
Porodica Cassidae
Porodica Cerithiidae
Porodica Cerithiopsidae
Porodica Cypraeidae
Porodica Elachisinidae
Porodica Epitoniidae
Porodica Eulimidae
Porodica Falsicingulidae
Porodica Ficidae
Porodica Haloceratidae
Porodica Hipponicidae
Porodica Hydrobiidae
Porodica Janthinidae
Porodica Lamellariidae
Porodica Litiopidae
Porodica Littorinidae
Porodica Modulidae
Porodica Naticidae
Porodica Obtortionidae
Porodica Ovulidae
Porodica Pelycidiidae
Porodica Personidae
Porodica Pickworthiidae
Porodica Planaxidae
Porodica Pleuroceridae
Porodica Potamididae
Porodica Pterotracheidae
Porodica Ranellidae
Porodica Rissoidae
Porodica Siliquariidae
Porodica Skeneopsidae
Porodica Strombidae
Porodica Thiaridae
Porodica Tonnidae
Porodica Tornidae
Porodica Triphoridae
Porodica Triviidae
Porodica Truncatellidae
Red Patellogastropoda
Porodica Acmaeidae
Porodica Lepetidae
Porodica Lottiidae
Podrazred Prosobranchia 
Red Mesogastropoda
Porodica Abyssochrysidae
Porodica Aciculidae
Porodica Aporrhaidae
Porodica Asterophilidae
Porodica Cassididae
Porodica Chondropomidae
Porodica Choristidae
Porodica Cingulopsidae
Porodica Cochlostomatidae
Porodica Ctenosculidae
Nadporodica Cyclophoroidea 
Porodica Cyclophoridae
Porodica Diplommatinidae
Porodica Liareidae
Porodica Maizaniidae
Porodica Megalomastomidae
Porodica Poteriidae
Porodica Pupinidae
Porodica Cymatiidae
Porodica Diastomidae
Porodica Eratoidae
Porodica Fossaridae
Nadporodica Heteropoda
Porodica Hydrococcidae
Porodica Iravadiidae
Porodica Lacunidae
Porodica Melanopsidae
Porodica Micromelaniidae
Porodica Omalaxidae
Porodica Paedophoropodidae
Porodica Pilidae
Porodica Pomatiopsidae
Porodica Pseudosacculidae
Porodica Stenothyridae
Porodica Stiliferidae
Porodica Struthiolariidae
Porodica Syrnolopsidae
Porodica Trachysmidae
Porodica Trichotropidae
Porodica Trochaclisidae
Nadporodica Viviparoidea
Red Neogastropoda 
Porodica Buccinidae
Porodica Cancellariidae
Porodica Columbellidae
Porodica Conidae
Porodica Coralliophilidae
Porodica Costellariidae
Porodica Cystiscidae
Porodica Drilliidae
Porodica Fasciolariidae
Porodica Harpidae
Porodica Marginellidae
Porodica Melongenidae
Porodica Mitridae
Porodica Muricidae
Porodica Nassariidae
Porodica Olividae
Porodica Pseudolividae
Porodica Pseudomelatomidae
Red Stenoglossa 
Porodica Buccinulidae
Porodica Columbariidae
Porodica Magilidae
Porodica Neptuneidae
Podred Toxoglossa
Porodica Vasidae
Porodica Strictispiridae
Porodica Terebridae
Porodica Turbinellidae
Porodica Turridae
Porodica Volutidae
Porodica Volutomitridae
Red Archaeogastropoda 
Porodica Addisoniidae
Porodica Calliostomatidae
Nadporodica Cocculinoidea 
Porodica Bathysciadiidae
Porodica Cocculinidae
Nadporodica Fissurelloidea 
Porodica Fissurellidae
Porodica Haliotididae
Nadporodica Helicinoidea 
Porodica Ceresidae
PorodicaProserpinidae
Nadporodica Hydrocenoidea 
Porodica Hydrocenidae
Nadporodica Lepetelloidea 
Porodica Bathyphytophilidae
Porodica Cloristellidae
Porodica Cocculinellidae
Porodica Lepetellidae
Porodica Osteopeltidae
Porodica Pyropeltidae
Nadporodica Lepetodriloidea 
Porodica Gorgoleptidae
Porodica Lepetodrilidae
Nadporodica Neomphaloidea 
Porodica Neomphalidae
Nadporodica Neritoidea 
Porodica Neritopsidae
Porodica Septariidae
Porodica Orbitestellidae
Nadporodica Patelloidea 
Porodica Patellidae
Porodica Phasianellidae
Porodica Pleurotomariidae
Nadporodica Pleurotomarioidea 
Porodica Haliotidae
Porodica Pseudococculinidae
Porodica Scissurellidae
Porodica Seguenziidae
Nadporodica Seguenzioidea
Porodica Skeneidae
Porodica Titiscaniidae
Nadporodica Trochacea 
Porodica Cyclostrematidae
Porodica Trochidae
Porodica Stomatellidae
Porodica Tricoliidae
Porodica Turbiniidae
Porodica Trochaclididae
Porodica Trochidae
Porodica Turbinidae
Red Architaenioglossa
Porodica Ampullariidae
Porodica Viviparidae
Porodica Enteroxenidae
Red Entomotaeniata
Red Neritopsina
Porodica Helicinidae
Porodica Neritidae
Porodica Phenacolepadidae
Red Rhodopemorpha
Porodica Rhodopidae

### EMonoplacophora
Red Tryblidiida
Porodica Laevipilinidae
Nadporodica Tryblidioidea
Porodica Neopilinidae
Porodica Tryblidiidae

### F RazredPolyplacophora
Red Neoloricata (chitons)
Podred Acanthochitonina
Porodica Acanthochitonidae
Porodica Cryptoplacidae
Podred Choriplacina
Porodica Choriplacidae
Podred Ischnochitonina
Porodica Chitonidae
Porodica Ischnochitonidae
Porodica Mopaliidae
Porodica Schizochitonidae
Podred Lepidopleurina
Porodica Hanleyidae
Porodica Leptochitonidae

### G RazredScaphopoda
Red Dentaliida
Porodica Calliodentaliidae
Porodica Dentaliidae
Porodica Fustiariidae
Porodica Gadilinidae
Porodica Laevidentaliidae
Porodica Omniglyptidae
Porodica Rhabdidae
Red Gadilida
Porodica Entalinidae
Porodica Gadilidae
Porodica Pulsellidae
Porodica Siphonodentaliidae